# Paul-Mihu Sadoveanu
Paul-Mihu Sadoveanu (n. 3 iulie 1920, Iași, România – d. 22 septembrie 1944, Luna, Cluj, România) a fost un prozator român, căzut eroic pe front în luptele pentru eliberarea părții de nord-vest a Transilvaniei de sub ocupația Ungariei Horthyste. A fost fiul cel mai mic al scriitorului Mihail Sadoveanu.

## Biografie

### Studii
S-a născut la Iași, fiind fiul cel mai mic al prozatorului Mihail Sadoveanu și a soției sale, Ecaterina (n. Bâlu). A urmat studiile primare în orașul natal, apoi a efectuat studii secundare la Școala Normală „Vasile Lupu” din Iași, unde a fost coleg cu viitorul pictor Ștefan Hotnog și cu viitorul medic Paul Cortez, și la Liceul „Sf. Sava” din București, susținând examenul de bacalaureat în 1939. S-a înscris apoi la Facultatea de Drept a Universității din București, dar a fost nevoit să-și întrerupă studiile după doi ani (1940-1942), fiind mobilizat în Armata Română și trimis la studii la Școala militară de ofițeri rezervă nr. 3 din Câmpulung-Muscel (1942-1944).

### Participarea la cel de-al Doilea Război Mondial
După absolvirea studiilor militare la 19 iunie 1944 a fost avansat la gradul de sublocotenent (r.), cu vechimea de la 15 aprilie 1944, și repartizat în Regimentul 90 Infanterie. Obținuse, probabil prin intervenția tatălui său, un ordin de trecere la partea sedentară a armatei, dar, cu toate acestea, a refuzat să se prevaleze de el și a acceptat să facă parte din trupele combatante. Paul-Mihu a fost coleg de regiment cu sublocotenentul Constantin Mitru, fratele Valeriei Mitru (tânăra soție a lui Mihail Sadoveanu) și secretar personal al scriitorului în ultimele decenii de viață ale acestuia.
A fost comandant de pluton în cadrul aceluiași regiment și a luat parte după Lovitura de stat de la 23 august 1944, când România a întors armele împotriva Germaniei Naziste și a trecut de partea aliaților, la luptele pentru eliberarea părții de nord-vest a Transilvaniei de sub ocupația Ungariei Horthyste. A participat în septembrie 1944 la luptele pentru eliberarea zonei orașului Turda. A dovedit curaj și inițiativă în îndeplinirea misiunilor încredințate, luptând cot la cot cu ostașii; într-o misiune a atacat trupele inamice cu grenada în mână, aducând câțiva prizonieri în pozițiile românești.

### Moartea
În ziua de 22 septembrie 1944 plutonul lui Paul-Mihu Sadoveanu a primit misiunea să ocupe cota 132 de la nord de satul Luna (jud. Turda, azi în jud. Cluj). Aflat în fruntea infanteriștilor săi, sublocotenentul Sadoveanu s-a avântat spre pantele dealului, fiind întâmpinat de o ploaie de gloanțe. Plutonul a cucerit înălțimea cu prețul jertfei majorității ostașilor. Paul-Mihu Sadoveanu a fost lovit mortal de un glonț în cursul asaltului.
Mihail Sadoveanu a fost anunțat de moartea fiului său printr-o telegramă din 23 septembrie 1944 și, după cum i-a spus Valeria Sadoveanu lui Constantin Mitru, s-a retras în cameră fără să scoată niciun cuvânt și a stat închis acolo timp de trei zile. A ieșit din cameră abia în dimineața celei de-a patra zile și ar fi spus „ca pentru sine”: „Ardealul merita această jertfă”.
Din cauza distanței mari față de linia frontului și a lipsei mijloacelor de transport, Mihail Sadoveanu și familia lui nu au putut ajunge în zona Turdei pentru a ridica trupul lui Paul-Mihu și a-l transporta la București, iar scriitorul i-a telefonat lui Ionel Pop, prietenul lui de vânătoare de la Oașa, și l-a rugat să se ocupe de înmormântare. Ionel Pop, imobilizat la Sibiu, l-a trimis pe nepotul său, avocatul dr. Ionel Sava, care a adus trupul lui Paul-Mihu la Alba Iulia și l-a înmormântat în cimitirul eroilor din Alba Iulia. Paul-Mihu Sadoveanu a fost decorat post-mortem cu Ordinul „Coroana României” cl. a V-a cu spade.

### Regrete publice

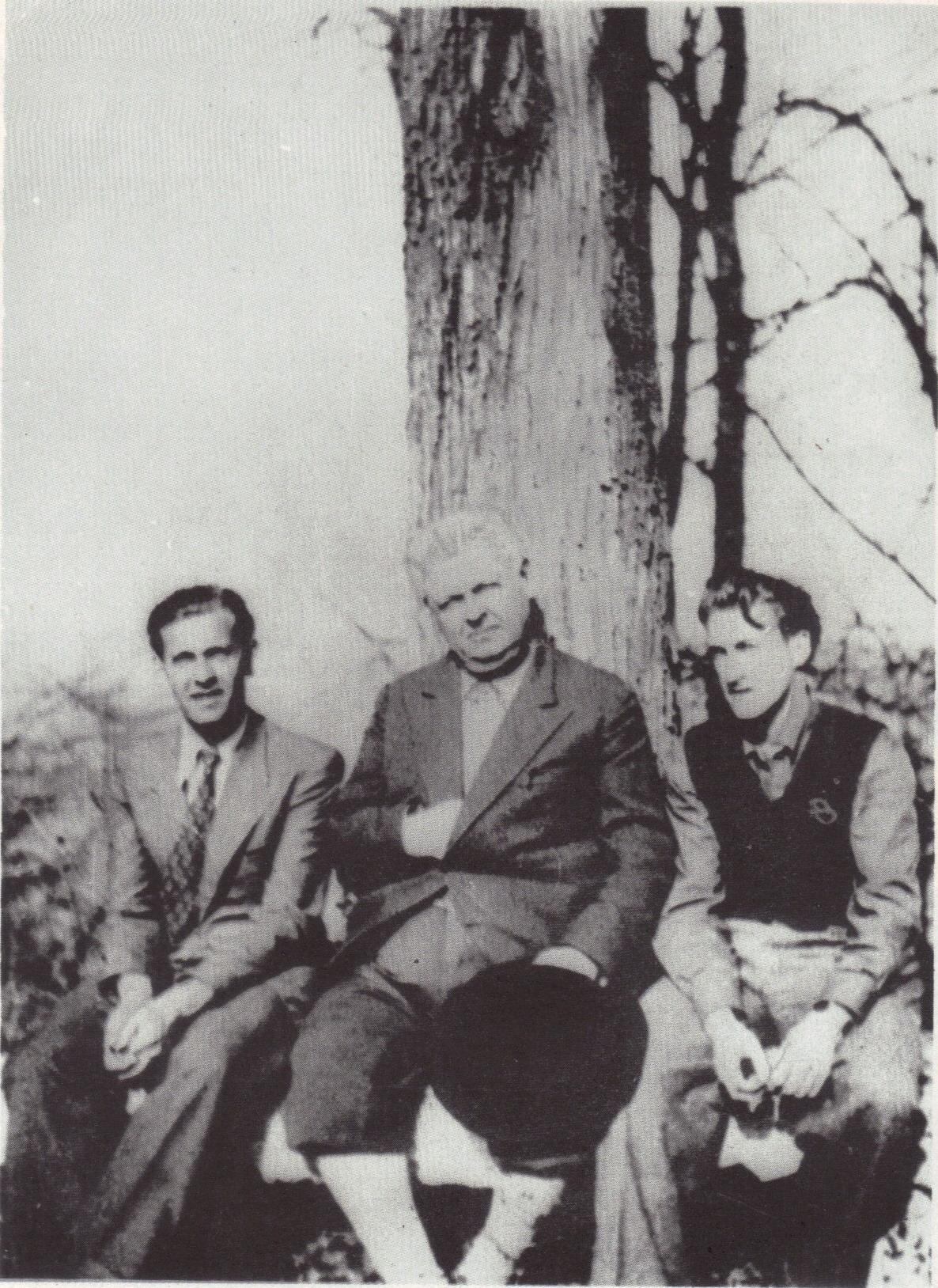
Mihail Sadoveanu împreună cu fiii săi: Mircea (1914-1986) și Paul-Mihu (1920-1944) în grădina casei din Copou.

Corespondentul ziarului Voința Transilvaniei consemna în ediția din 22 octombrie 1944 jertfa sublocotenentului Paul-Mihu Sadoveanu, considerând-o „deosebit de prețioasă” pentru neamul românesc din două motive: atât datorită curajului și spiritului de inițiativă al ofițerului, cât și datorită talentului literar de care începea să dea dovadă.

Într-un articol intitulat „Ziua biruinții”, scris și publicat în 14 mai 1945, Mihail Sadoveanu deplângea astfel moartea fiului său: 
| “ | Copile, aveai numai optsprezece ani când s-a abătut asupra lumii urgia nazismului. [...] Crescuseși fericit, între inimi calde și gânduri înflorite. Viața ta era destinată binelui, milei, înțelegerii. Te armonizai cu toate acestea și le primeai cum primește pământul soarele. Credeai în destinul unei lumi mai bune și al unui om evoluat. Iată că au apărut, în orizontul tău și al lumii, bolnavii și neisprăviții. [...] Zeci de milioane de vieți s-au măcinat în acest apocaliptic sfârșit de ev. [...] Destinul tău a fost să nu lupți singur, să nu devii un criminal fără voie. Cariera ta s-a încheiat în scurt, îndată după 23 august 1944, în luptele de la Turda. Trupul tău nevinovat zace într-un mormânt la Alba-Iulia. Ai visat această biruință a binelui, dreptății și democrației, pentru care te-am crescut, pentru care te-am ocrotit cu iubire. Ai murit dorind-o și pieirea ta s-a așezat poate în ordinea lucrurilor bune. Eu am apucat ziua și ceasul când răii au fost zdrobiți și călcați în picioare. [...] Ar trebui să mă bucur de izbândă după atâta suferință. Căci ochiul meu n-a cunoscut de șapte ani lumina mulțămirii : Am ars ca un oleu al mâhnirii,/ M'am încununat cu albe vegheri. Și totuși nu mă pot bucura. În această zi a marei eliberări și a marei reînvieri, privirea mea e încețoșată de lacrimi. Căci a dat Dumnezeu omului suferință mai multă decât poate răbda. Căci din cei cinci sute de tovarăși ai tăi cu care te-am văzut într-o iarnă la Câmpulung, n-a mai rămas decât unul. Poate să se mai afle doi ori trei, însă încă nu-i cunoaștem. Au pierit acești cinci sute de copii ca florile unei veri, împreună cu tine. Dar au pierit mii și sute de mii de ostenitori ai acestui pământ. Ni s-au istovit copiii. S-a prăpădit o generație. Din nebunia unor megalomani sanguinari. | ” |

## Activitatea literară
Paul-Mihu Sadoveanu a avut din instinct o atracție către literatură, având imaginație de povestitor și promițând să-și construiască o carieră de scriitor cu contururi ferme. A scris o singură carte, Ca floarea câmpului..., pe care nu a mai apucat să o definitiveze și care a fost publicată postum în 1944. Sursa de inspirație o reprezintă copilăria și adolescența autorului, în care prietenul său, Alexandru Drăgănescu, un văr mai mare, ocupă un loc central. „Cartea e plină de un proaspăt neastâmpăr, de lumina unei generoase adolescenți...”, scria Camil Petrescu într-un articol publicat în februarie 1945 în Revista Fundațiilor Regale. Acest volum dezvăluie, în opinia Doinei Curticăpeanu, „un remarcabil instinct al narațiunii confesive” și este „plin de frumuseți”, potrivit unor apropiați, dar nu este în măsură să-i consacre autorului o reputație de scriitor.

## Opera
- Ca floarea câmpului..., Fundația Regele Mihai I, București, 1944, 143 p.

## Imagini

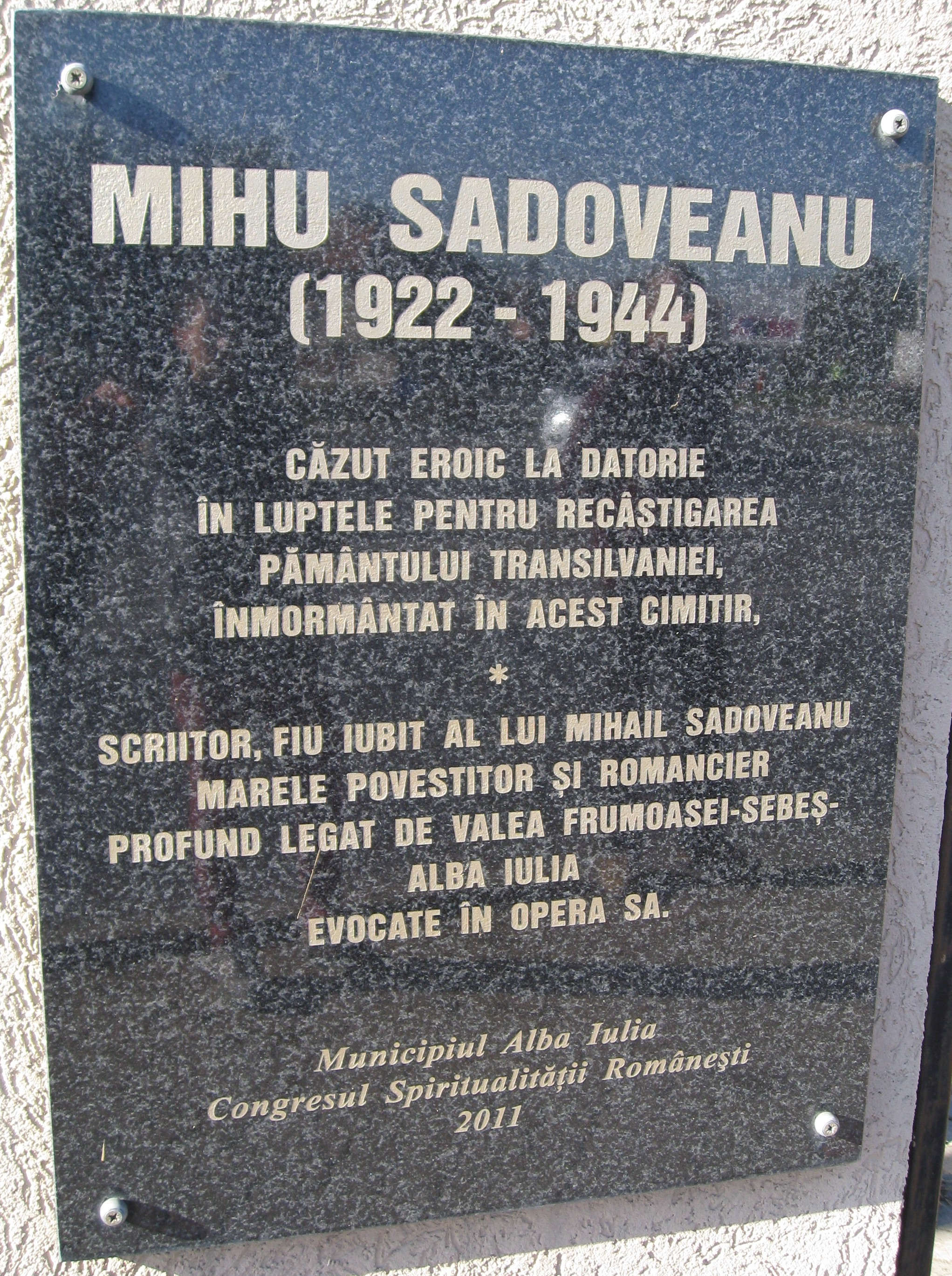
Placă memorială dezvelită în 1944 la intrarea în cimitirul eroilor din Alba Iulia
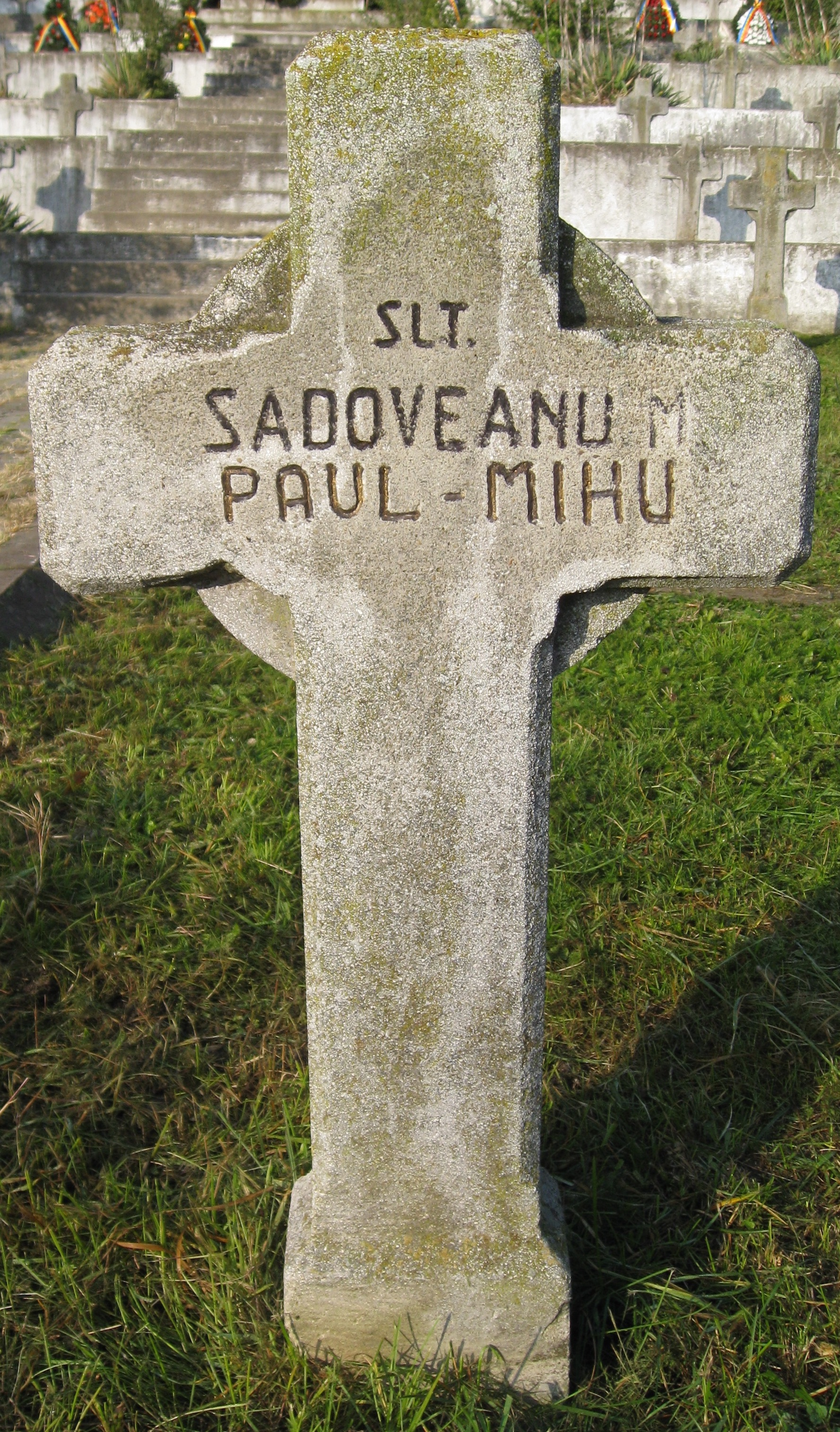
Mormântul lui Paul-Mihu Sadoveanu în cimitirul eroilor din Alba Iulia